# Анна Вавжицька
Анна Вавжицька (пол. Anna Wawrzycka; нар. 21 лютого 1983) — польська борчиня вільного стилю, бронзова призерка чемпіонату Європи.

## Життєпис
Боротьбою почала займатися з 1997 року. У 2000 році стала бронзовою призеркою чемпіонату Європи серед кадетів. У 2001 році завоювала срібну медаль чемпіонату світу серед юніорів. У 2002 році стала бронзовою призеркою чемпіонату Європи серед юніорів. Наступного року здобула бронзову нагороду на чемпіонаті світу серед юніорів.
Виступала за борцівський клуб «Cemen Gryf» Холм. Тренер — Даріуш Кухарський.

## Спортивні результати на міжнародних змаганнях

### Виступи на Чемпіонатах Європи
| Змагання                         | Збірна | Вагова категорія          | Місце  |
| -------------------------------- | ------ | ------------------------- | ------ |
| Чемпіонат Європи з боротьби 2004 | Польща | жіноча боротьба, до 72 кг | Бронза |
| Чемпіонат Європи з боротьби 2006 | Польща | жіноча боротьба, до 72 кг | 12     |
| Чемпіонат Європи з боротьби 2010 | Польща | жіноча боротьба, до 72 кг | 9      |

### Виступи на інших змаганнях
| Змагання                                    | Збірна | Вагова категорія          | Місце  |
| ------------------------------------------- | ------ | ------------------------- | ------ |
| Austrian Ladies Open 2003                   | Польща | жіноча боротьба, до 72 кг | 4      |
| Тестовий турнір FILA 2004                   | Польща | жіноча боротьба, до 72 кг | 11     |
| Klippan Lady Open 2006                      | Польща | жіноча боротьба, до 72 кг | Золото |
| Klippan Lady Open 2008                      | Польща | жіноча боротьба, до 72 кг | Бронза |
| Klippan Lady Open 2010                      | Польща | жіноча боротьба, до 72 кг | Бронза |
| Золотий Гран-прі з боротьби 2010 (Кліппан ) | Польща | жіноча боротьба, до 72 кг | Бронза |
| Austrian Ladies Open 2010                   | Польща | жіноча боротьба, до 72 кг | 5      |
| Золотий Гран-прі з боротьби 2010 (Баку)     | Польща | жіноча боротьба, до 72 кг | 12     |
| Всесвітні ігри бойових мистецтв 2010        | Польща | жіноча боротьба, до 72 кг | 4      |
| Klippan Lady Open 2011                      | Польща | жіноча боротьба, до 72 кг | 5      |

### Виступи на змаганнях молодших вікових груп
| Змагання                                       | Збірна | Вагова категорія          | Місце  |
| ---------------------------------------------- | ------ | ------------------------- | ------ |
| Чемпіонат Європи з боротьби серед кадетів 2000 | Польща | жіноча боротьба, до 70 кг | Бронза |
| Чемпіонат світу з боротьби серед юніорів 2001  | Польща | жіноча боротьба, до 75 кг | Срібло |
| Чемпіонат Європи з боротьби серед юніорів 2002 | Польща | жіноча боротьба, до 72 кг | Бронза |
| Чемпіонат світу з боротьби серед юніорів 2003  | Польща | жіноча боротьба, до 72 кг | Бронза |